# Autonome Region (China)
Eine Autonome Region, kurz AR (chinesisch 自治區 / 自治区, Pinyin zìzhìqū), im deutschen Sprachraum auch als Autonomes Gebiet bezeichnet, ist eine Verwaltungseinheit auf Provinzebene in der Volksrepublik China. Das System der nationalen Gebietsautonomie gehört grundlegend zur chinesischen Staatspolitik. In den betreffenden Regionen leben ethnische Minderheiten, denen gemäß der Verfassung der Volksrepublik China besondere legislative Rechte gewährt werden.
Wie in allen chinesischen Provinzen besitzt eine Autonome Region eine eigene lokale Regierung. Die Amtsbezeichnung für das Regierungsoberhaupt ist Präsident, hingegen in Provinzen ohne Autonomiestatus Gouverneur. In den autonomen Gebieten verwalten die jeweiligen nationalen Minderheiten selbstständig ihre inneren Angelegenheiten. Verfassungsgemäße Unabhängigkeit ist unter anderem garantiert in Kunst, Kultur und Wissenschaft, in Steuer-, Sozial- und anderen Finanzangelegenheiten, bei wirtschaftlichen Planungen, der Organisation der lokalen Polizei, der Benutzung eigener Sprachen.
Insgesamt gibt es fünf autonome Gebiete in der Volksrepublik China: Die Innere Mongolei wurde 1947 zwei Jahre vor der Proklamierung der Volksrepublik in dem zu diesem Zeitpunkt schon von den chinesischen Kommunisten kontrollierten Gebiet in eine Autonome Region umgewandelt, Xinjiang (Sinkiang) 1955, Guangxi sowie Ningxia 1958 und Tibet 1965. Alle Autonomen Regionen existierten als chinesische Provinzen bereits seit der Ming-Dynastie; bei einigen wurden die Grenzen nach Gründung der Volksrepublik China verändert.

## Übersicht der Autonomen Regionen
| Name            | Kurzzeichen | Langzeichen | Pinyin     | Abkürzung | Hauptstadt | Fläche km² | Bevölkerung |
| --------------- | ----------- | ----------- | ---------- | --------- | ---------- | ---------- | ----------- |
| Innere Mongolei | 内蒙古      | 内蒙古      | Nèi Měnggǔ | 蒙 měng   | Hohhot     | 1.218.698  | 24.706.321  |
| Guangxi         | 广西        | 廣西        | Guǎngxī    | 桂 guì    | Nanning    | 241.410    | 46.026.629  |
| Ningxia         | 宁夏        | 寧夏        | Níngxià    | 宁 níng   | Yinchuan   | 55.461     | 6.301.350   |
| Tibet           | 西藏        | 西藏        | Xīzàng     | 藏 zàng   | Lhasa      | 1.268.947  | 3.002.166   |
| Xinjiang        | 新疆        | 新疆        | Xīnjiāng   | 新 xīn    | Ürümqi     | 1.774.034  | 21.813.334  |

Alle Angaben entsprechend dem Zensus der Volksrepublik China von 2010.

Autonome Regionen in der Volksrepublik China

## Ethnische Zusammensetzung der Autonomen Regionen
| Autonome Region | Anteil primäre Minderheit | Anteil in der Region lebender Han | Drittgrößte Ethnie |
| --------------- | ------------------------- | --------------------------------- | ------------------ |
| Innere Mongolei | 17,13 % Mongolen          | 79,17 %                           | 2,14 % Mandschu    |
| Guangxi         | 32,00 % Zhuang            | 62,00 %                           | 3,00 % Yao         |
| Ningxia         | 33,90 % Hui               | 65,50 %                           | 1,16 % Mandschu    |
| Tibet           | 92,80 % Tibeter           | 6,10 %                            | 0,35 % Hui         |
| Xinjiang        | 45,21 % Uiguren           | 40,58 %                           | 6,74 % Kasachen    |

Alle Angaben entsprechend dem Zensus der Volksrepublik China von 2010.